# A palé
A palé è un singolo della cantante spagnola Rosalía, pubblicato il 7 novembre 2019 dalla Sony Music.

## Accoglienza
Suzette Fernandez di Billboard ha notato la differenza di sound tra la canzone e le precedenti di Rosalía, scrivendo che «fonde il suo flamenco con ritmi contemporanei globali, allontanandosi dal reggaeton di alcuni suoi singoli recenti». Tom Brehian, per Stereogum, ha definito la canzone un ritorno della cantante ad essere «nuovamente strana».

## Promozione
Rosalía si è esibita con la canzone per la prima volta ai Latin Grammy 2019.

## Video musicale
Il video musicale è stato reso disponibile il 7 novembre 2019 in concomitanza con l'uscita del singolo e diretto da Jora Frantzis. Nel video musicale sono presenti dei riferimenti a figure femminili della cultura latina e spagnola come il monociglio di Frida Kahlo e lo stile di abbigliamento di una nota duchessa spagnola. È stato paragonato ai lavori della collega Billie Eilish, con cui ha lavorato a fine 2018. Sia la cantante che Pilar Vila, sua sorella minore, sono state direttrici creative del video, definito uno dei più oscuri ma migliori del suo repertorio.

## Classifiche
| Classifica (2019) | Posizione massima |
| ----------------- | ----------------- |
| Spagna            | 16                |